# 瞿辉何武
瞿辉何武（1957年—），又譯作瞿輝河宇，是越南異議人士，出生於越南河内，原籍河静省雾光县恩富社。
他的父亲是诗人瞿辉瑾，是胡志明的战友，自1945年起，瞿辉瑾便是胡志明政府成员。瞿辉何武的母亲是越南现代著名诗人春妙的姐妹，也是胡志明的私人护士。瞿辉何武的妻子是一名律师。瞿辉何武早年攻读过法律博士，也是一位文学硕士和画家，同时也曾修读经济行政管理专业，曾留学法国巴黎大学。
其认为越南必须修改宪法，越南宪法中第4条规定的“越南共产党有绝对领导权”与宪法中另一条“国会是最高权力機關”相抵触。他曾经起訴顺化市人民委员会、越南公安部副部长和越南总理阮晋勇。2010年11月15日，瞿辉何武被捕入狱，2014年4月6日被釋放後，他與妻子流亡美國。

## 起訴省府
在2005年，瞿輝何武狀告承天-順化省人民委員會，指其在望景山投資的度假酒店項目是違法的，當時這一酒店項目吸引了公眾和媒體的注意並提出反對，但是承天-順化省的領導人決心“不理新聞界”，望景山酒店項目也必須“咬緊牙關”地做。瞿輝何武表示，望景山是不可侵犯的文物，被政府列為受保護的景觀和古蹟清單，政府批准允許在這裡實施該建設項目是為了摧毀這種令人驚嘆的自然景觀。儘管他沒有相關的權利和責任，他還是決定提起訴訟，反對承天-順化省人民委員會的決定。結果，瞿輝何武在與承天-順化省政府的訴訟中勝訴，該項目被暫停。

## 自薦部長
在2006年，瞿辉何武自我提名為越南文化通讯部部長人選。這在越南很罕見，因為他并非越南共產黨黨員。瞿辉何武在“行動計劃”中提到了三個計劃：解決盜版問題、檢查各級幹部的能力、民族文化復興和世界文化融合。瞿辉何武說，這種自我提名是依法進行的：“《憲法》第53條規定，公民有權參加國家和社會的管理”，因此他完全有權參選。瞿辉何武在接受采訪時說，越南的民主氣氛太少了，人們不習慣這樣的事情，所以即使這次他沒有當選，明年他仍會繼續，因為他認為這樣做是合理的。同時，國民議會和越南司法部的代表證實，這種自我提名不在法律範圍內，只有總理有權任命內閣成員。

## 參選議員
在2007年，瞿輝何武作為“獨立候選人”參選越南國會，但是被取消資格。 瞿輝何武表示越南選舉需要經過越共團體“祖國陣線”的審查，當時它召集了4個選區的選民徵求意見（而不是瞿輝何武所在的選區）。“結果，我僅得到4個選區的選民的三分之一的信任票，並以極端‘民主’的方式被淘汰！ ”瞿輝何武也說，在那次意見收集會上，他“被那些從未聽說過名字，見過面孔”的人“錯誤地指控”，至少是“不參加清掃垃圾的榜樣”。2010年他被逮捕後，越南軍方的媒體稱競選時“沒有一個人能容忍他瘋狂攻擊我們的黨和體制的行爲”。

## 状告总理
2009年6月，瞿辉何武对越南总理阮晋勇提出起诉，原因是阮晋勇批准有争议的铝土矿开采计划，违背了环境保护法、国防与国家安全法以及文化遗产法。起诉的理由之一是越南法律规定像这样的项目必须在进行环境评估之后才能给予批准，但该项目的环境评估报告还在编写当中。瞿輝何武说：“总理或总书记犯法，也应受到法律制裁。”这是越南国内首次有人起诉总理。但是，越南法院官員卻以法律目前“不允許他們接受對總理的起訴”為由拒絕受理。

## 被捕入狱
2010年11月15日，河内市公安指控他“毁谤国家、宣传反动思想和煽动民眾”，并在他的家中搜出很多的反政府宣传品和资料。2011年4月4日，河内一家法院依照越南刑事法第一款第88条的规定以“造谣破坏越南社会主义共和国罪”对其开庭审理。称他从2009年至2010年10月在因特网“宣传破环越南社会主义共和国的文章”“歪曲党和国家的路线和政策，诽谤国家政权和制度，诬蔑越南人民的救国战争”。瞿辉何武的律师表示，法官不允许公开证据实际上是违法的。法官拒绝公布瞿輝何武律师接受外籍媒体采访的具体内容这一关键证据后，瞿輝何武的辩护律师愤然离席以示抗议。法院最後判处瞿辉何武7年监禁，期满后3年管制。瞿辉何武在法庭上表示上訴：“我接受一切犧牲，包括犧牲自己的生命和身體，以使這個國家成為一個美好的國家！爲了祖國我願意不惜一切代價抗擊一切的威脅，包括死亡！”上訴庭於8月2日舉行，維持了原判。
罗马天主教教会组织了守夜祈祷活动，并献花给他的妻子，感谢他为教友辩护。网上博客也纷纷呼吁民众在法院外举行聚会，甚至提供法院周围地区的地图。荣市天主教徒青年协会揭露，开庭前，“至少29名前往法庭准备旁听审理的天主教徒被捕”。“他们只不过是想去向受审的非天主教徒律师瞿輝何武表示敬意。”瞿辉何武的妻子未能获准为丈夫辩护，她也是唯一获准进入法庭旁听审判的家属。获悉支持丈夫的天主教徒和其他人士遭到警察殴打并被捕的消息后，她失声痛哭，并感谢所有人对丈夫的支持、为至今仍被捕的人感到担忧。
美国国务院发表声明，表示“高度关注”。“对这次审判明显缺乏正当程序以及和平要求旁听这次审判的几位人士继续被拘押感到忧虑。”“敦促越南政府立即释放瞿輝何武及其他所有的良心犯。”越南外交部发言人則指这是“干涉越南内政”。

## 流亡海外
2014年4月6日晚上，瞿辉何武被當局突然釋放，當局直接將他從監獄帶到內排機場，在那裏他與妻子飛往美國。